# Paraschizidium olearum
Paraschizidium olearum är en kräftdjursart som beskrevs av Karl Wilhelm Verhoeff 1919. Paraschizidium olearum ingår i släktet Paraschizidium och familjen klotgråsuggor. Inga underarter finns listade i Catalogue of Life.